# Tumor glómico
El tumor glómico, también llamado glomus, es un tipo de tumor benigno que deriva de un tipo especial de células que reciben el nombre de células glómicas.

## Historia
La primera descripción se debe a Hoyer en 1877. Más tarde, en 1924, Masson realizó una descripción clínica completa de la afección.

## Cuerpos glómicos
Las células glómicas se ubican en condiciones normales dentro de unas estructuras denominadas cuerpos  glómicos. Los cuerpos glómicos existen en todos los individuos normales, se localizan habitualmente en la dermis, sobre todo en manos y pies. Tienen funciones fisiológicas relacionadas con el control del flujo sanguíneo periférfico y la temperatura. Están formados por una arteriola aferente, una anastomosis arteriovenosa que se denomina canal de Suquet-Hoyer y venas colectoras. En esta estructura se ubican diferentes tipos de células, entre ellas células musculares lisas y células glómicas.

## Epidemiología
Los tumores glómicos aparecen sobre todo a partir de los 40 años, la localización más habituales es la subungueal (debajo de la uña). 

## Otras localizaciónes
- En el oído medio en las proximidades del tímpano (glomus timpánico). La denominación correcta de este tumor es paraganglioma timpánico.[4]
- En el foramen de la vena yugular (glomus yugular). La denominación correcta es paraganglioma yugular.
- En el cuerpo carotídeo (glomus carotídeo). En la actualidad este tipo de tumor se denomina paraganglioma carotídeo.
- En el espacio neurovascular de la faringe (glomus vagal).
- En el antro gástrico (tumor glómico gástrico).[5]
- En el pulmón. La denominación correcta es paraganglioma pulmonar.

## Clínica
- En la localización más habitual que es en la dermis profunda y el tejido celular subcutaneo, se manifiesta como un nódulo doloroso que suele localizarse en la piel de las extremidades, sobre todo manos y pies, con frecuencia aparece debajo de la uña (subungueal).
- El glomus timpánico puede manifestarse provocando acúfenos.
- El tumor glómico localizado en el estómago puede provocar síntomas difusos, entre ellos náuseas, vomitos, malestar en el epigastrio y en ocasiones hemorragia digestiva por sangrado de la lesión.[5]

## Malignización
Excepcionalmente un tumor glómico puede malignizarse y convertirse en un glomangiosarcoma con capacidad de producir metástasis.

## Tratamiento
El tratamiento recomendado generalmente es la extirpación de la lesión mediante cirugía.